# Первый объединённый фронт
Первый объединённый фронт (или Альянс Гоминьдан—КПК) — альянс, сформированный в 1923 году Гоминьданом и Коммунистической партией Китая. Положил конец Эре милитаристов в Китае. Совместно партии сформировали Национально-революционную армию и приняли участие в 1926 году в так называемом Северном походе 1926-27 гг. Члены КПК присоединялись к Гоминьдану и использовали превосходство в численности для расширения идей коммунизма. Представители Гоминьдана со своей стороны хотели контролировать коммунистов «изнутри». Обе партии преследовали в таком альянсе собственные интересы, что сделало его неустойчивым. В 1927 году националистический Генералиссимус Чан Кайши изгнал коммунистов и альянс перестал существовать (Шанхайская резня 1927 года), в то время, когда Северный поход был только наполовину завершен. После этого начинается Гражданская война в Китае, которую также можно назвать гражданской войной двух партий. Период заканчивается созданием Второго Объединённого фронта в 1937 году, а также начинается Вторая японо-китайская война.